# Liste der Bodendenkmale in Bad Pyrmont
In der Liste der Bodendenkmale in Bad Pyrmont sind die Bodendenkmale der niedersächsischen Gemeinde Bad Pyrmont aufgeführt. Die Quelle ist der Denkmalatlas Niedersachsen. 

Bad Pyrmont im Landkreis Hameln-Pyrmont

Der Stand der Liste ist der 28. Januar 2025.

## Allgemein
In den Spalten finden sich folgende Informationen des Bodendenkmales:
| Lage         | geographische Koordinaten                                                           |
| Bezeichnung  | Bezeichnung lt. Denkmalatlas                                                        |
| Beschreibung | Beschreibung lt. Denkmalatlas                                                       |
| ID           | Objekt-ID                                                                           |
| Bild         | Bild, ggf. zusätzlich mit Link zu weiteren Fotos im Medienarchiv Wikimedia Commons. |

## Baarsen

### Baarsen 1
- ID:28968567
- Grabhügelfeld.

| Lage                        | Bezeichnung | Beschreibung | ID       | Bild |
| --------------------------- | ----------- | --- | -------- | ---- |
| 51° 56′ 16″ N, 9° 18′ 29″ O | Baarsen 1   | Durchmesser ca. 17 m und Höhe ca. 0,6 m. Flach gewölbt, rund. Rand auslaufend und leichte Einkuhlungen.                    | 28968568 | BW   |
| 51° 56′ 15″ N, 9° 18′ 28″ O | Baarsen 2   | Durchmesser ca. 20 m und Höhe ca. 0,7 m. Flach gewölbt, rund. Auslaufender Rand und Baumstümpfe.                           | 28968665 | BW   |
| 51° 56′ 15″ N, 9° 18′ 25″ O | Baarsen 3   | Größe ca. 24 × 18 m und Höhe ca. 0,5 m. Oval. Abgeflachte gestörte Oberfläche und auslaufender Rand.                       | 28968666 | BW   |
| 51° 56′ 13″ N, 9° 18′ 25″ O | Baarsen 4   | Größe ca. 18 × 15 m und Höhe ca. 0,5 m. Oval. Auslaufender Rand.                                                           | 28968667 | BW   |
| 51° 56′ 11″ N, 9° 18′ 23″ O | Baarsen 5   | Durchmesser ca. 15 m und Höhe ca. 0,7 m. Rund. Schwach abgesetzter Rand. Abgeflachte Oberfläche mit leichten Einkuhlungen. | 28968668 | BW   |

## Oesdorf
| Lage                        | Bezeichnung                             | Beschreibung | ID       | Bild           |
| --------------------------- | --------------------------------------- | --- | -------- | -------------- |
| 52° 0′ 11″ N, 9° 16′ 38″ O  | Oesdorf 1, Schellenburg                 | Die Burg liegt auf einem künstlich abgeflachten Bergsporn und ist zur Bergseite hin durch einen 20 m breiten und 13 m tiefen Halsgraben geschützt. Die ungefähr viereckige Hauptburg nimmt eine Fläche von ca. 67 × 75 m ein. Sie ist von einem noch max. 1,5 m hoch erhaltenen Wall umgeben, der im Westen teilweise zerstört ist. Im Kern des Walles steckt nach Bühring eine Bruchsteinmauer. Zudem ist die Burg außer im Südwesten von einem Graben mit Vorwall umgeben. Der Zugang erfolgte wahrscheinlich auch früher über die Südwestflanke. | 28968669 | Weitere Bilder |
| 52° 0′ 17″ N, 9° 16′ 57″ O  | Oesdorf 2, Wall                         | Die Anlage auf dem Eschenkamp hat die Form einer langovalen Wall-Graben-Befestigung, die nur noch sehr schlecht erhalten ist. Der Graben ist fast vollständig verfüllt. Ein max. 0,4 m hoher und 1,5 m breiter Wall ist nur noch stellenweise vorhanden. Es sind keine historischen Quellen bekannt, die sich auf diese Anlage beziehen. Aufgrund der topographischen Situation und der Nähe zur Burg Schellpyrmont dürfte es sich um eine Belagerungsanlage handeln. Da diese im 13. Jh. mehrfach umkämpft war, wird die Burg auf dem Eschenkamp auch in diese Zeit datieren. | 28968670 | BW             |
| 52° 0′ 3″ N, 9° 16′ 58″ O   | Oesdorf 3, Grabhügel                    | Durchmesser ca. 6 m und Höhe ca. 0,7 m. Resthügel; O-Seite durch Anlage eines Weges abgetragen. | 28968671 | BW             |
| 52° 0′ 5″ N, 9° 16′ 55″ O   | Oesdorf 4, Grabhügel                    | Durchmesser ca. 9,5 m und Höhe ca. 0,6 m. Mäßig gewölbt. Kopfstich mit Laub und Ästen nahezu aufgefüllt. | 28968672 | BW             |
| 51° 59′ 16″ N, 9° 16′ 13″ O | Oesdorf 5, Hünenburg auf dem Königsberg | Reste einer ehemals ovalen Burganlage mit Wall und Graben. L. ca. 50 m; Br. ca. 30 m. Im Inneren „breiter viereckiger Hügel mit Resten eines Wohnturmes“ (Quadrat von 9 m Seitenlänge); Motte z.T. rekonstruiert. Die Turmburg selbst mit ihrer mottenartigen Erhöhung und dem ringförmigen Grabensystem der Hauptburg gehört in die Zeit von um 1100 bis in die 2. Hälfte des 12. Jh. Der Wohnturm wurde 1910 auf dem freigelegten Mauerwerk weiter aufgemauert und mit einem hochgelegten, nach innen abgetreppten Eingang und einem rundbogigen Schlitzfenster in der N-Wand rekonstruiert. | 28951473 | Weitere Bilder |
| 51° 59′ 58″ N, 9° 17′ 38″ O | Oesdorf 14, Wall                        | Ein kurzer westl. Abschnitt in der Gmkg. Oesdorf. Wall mit südl. vorgelagertem Graben annähernd in Richtung O-W verlaufend, am W-Ende nach S abknickend. Gesamtl. ca. 300 m. Wallh. bis ca. 1,3 m, Wallbr. bis ca. 5 m. Im Westteil am Wallfuß ein Grenzstein mit dem Pyrmonter Ankerkreuz auf der einen und dem Aerzener Löwen auf der anderen Seite. Im Westen laufen Wall und Graben der Wegesperre bis an den Steilhang, der für Fuhrwerke wohl kaum zu passieren war, im Osten werden Wall und Graben ehemals vermutlich bis an den Tal-Einschnitt eines Zuflusses zum Gellerser Baches gereicht haben. Dieser postulierte nord-östliche Abschnitt dürfte aber schon vor 1783 abgetragen worden sein, denn auch auf Blatt 134 der Kurhannoverschen Landesaufnahme ist der „Alter Grabe“ nur noch auf 300 m Länge verzeichnet. Aus der Kurhann. LA geht außerdem hervor, dass hier 1783 Ackerland war und die Wegesperre im - heute erhaltenen - westlichen Bereich parallel zur Haupt-Pflugrichtung verlief. Östlich davon lief die Pflugrichtung mehr oder weniger quer dazu, so dass Wall und Graben schon damals weitgehend abgetragen worden sein dürften. - Teilstück ID: 41040358 | 28968683 | BW             |